# Agnibesa punctilinearia
Agnibesa punctilinearia är en fjärilsart som beskrevs av John Henry Leech 1897. Agnibesa punctilinearia ingår i släktet Agnibesa och familjen mätare. Inga underarter finns listade i Catalogue of Life.